# Menecme de Naupacte
Menecme (grec antic: Μέναιχμος, llatí: Menaechmus) fou un escultor de l'antiga Grècia nascut a Naupacte. Va florir suposadament entorn de l'any 500 aC.
Va fer, juntament amb Soides, l'estàtua de vori i or d'Àrtemis que Pausànias diu que va veure al temple de la deessa a Patres, on havia estat portada de Calidó per August. L'estàtua representava a la deessa corrent, en actitud de perseguir. Probablement els dos escultors eren contemporanis de Cànac de Sició el vell i Cal·ló d'Egina.
Plini el Vell esmenta un escultor del mateix nom autor d'estàtues criselefantines, que se suposa que va ser el mateix personatge, i diu que va fer un grup d'estàtues de les quals destacava un vedell premut amb un genoll i amb el cap enrere a punt de ser sacrificat. Afegeix que Menecme va escriure una obra sobre el seu art. En canvi, és menys probable la seva identificació amb el Manecme de Sició autor de περὶ τεχνιτῶν o Σικυωνιακά i d'una història d'Alexandre el Gran, i del qual la Suda diu que va florir al final del segle iv aC i començaments del segle iii aC.